# Anand Rao Gaekwad
Anand Rao Gaekwad, indicato anche come Anandrao (Baroda, ... – Baroda, 2 ottobre 1819), fu maharaja di Baroda dal 1800 al 1819.

## Biografia
Figlio primogenito del maharaja Govind Rao Gaekwad II, salì al trono dopo la morte del genitore nell'anno 1800.
Il 15 marzo 1802, Anand Rao firmò la Convenzione di Cambaye con la Compagnia britannica delle Indie Orientali con la quale gli inglesi riconobbero la sua sovranità su Baroda all'interno del British Raj, pur comunque non rimanendo coinvolto nella seconda né nella terza guerra anglo-maratha.
Morì il 2 ottobre 1819 e venne succeduto da suo fratello minore Sayaji Rao Gaekwad II.